# Курцке, Джон
Джон Фрэнсис Курцке (англ. John Francis Kurtzke; 14 сентября 1926 — 1 декабря 2015) — американский нейроэпидемиолог.

## Биография
В 1952 году окончил медицинский колледж Корнеллского университета. В годы заведовал отделением неврологии Медицинских центров для ветеранов в Котсвилле (1956—1963) и в Вашингтоне (1963—1995). Профессор неврологии, почётный профессор Джорджтаунского университета.

## Научная деятельность
Предложил расширенную шкалу оценки степени инвалидизации (англ. Kurtzke Expanded Disability Status Scale; EDSS) для больных рассеянным склерозом.
Исследовал распространённость рассеянного склероза.
Автор более 200 научных работ.

### Избранные труды
- Kurtzke J. F. Rating neurologic impairment in multiple sclerosis: an expanded disability status scale (EDSS) (англ.) // Neurology. — 1983. — Vol. 33, no. 11. — P. 1444—1452. — doi:10.1212/WNL.33.11.1444. — PMID 6685237.
- Kurtzke J. F. Geography in multiple sclerosis (англ.) // J. Neurol. — 1977. — Vol. 215, no. 1. — P. 1—26.

## Награды
- премия Джона Дистела за исследования рассеянного склероза (1997, Национальное общество рассеянного склероза[англ.] и Американская академия неврологии[англ.])[2] — за создание шкалы нетрудоспособности, которая носит его имя, и эпидемиологические и демографические исследования рассеянного склероза[4]
- премия Шарко (1999) Международной федерации рассеянного склероза[5].